# Wallowa (plaats)
Wallowa is een plaats (city) in het noordoosten van de Amerikaanse staat Oregon, en valt bestuurlijk gezien onder Wallowa County.

## Demografie
Bij de volkstelling in 2000 werd het aantal inwoners vastgesteld op 869. In 2006 is het aantal inwoners door het United States Census Bureau geschat op 803, een daling van 66 (-7,6%).

## Geografie
Volgens het United States Census Bureau beslaat het stadje een oppervlakte van 1,6 km², geheel bestaande uit land. Wallowa ligt op ongeveer 895 meter boven zeeniveau.

## Plaatsen in de nabije omgeving
De onderstaande figuur toont nabijgelegen plaatsen in een straal van 36 km rond Wallowa.